# Imagine Publishing
Imagine Publishing lub IP – brytyjski wydawca czasopism z siedzibą w Bournemouth w Wielkiej Brytanii. Firma została założona 14 maja 2005 roku.

## Wydawane czasopisma
- Play (brytyjska edycja)
- PowerStation
- Pokémon World
- GamesTM
- X360
- 360
- Retro Gamer
- SciFiNow
- Digital Photographer
- Digital Camera Essentials
- iCreate
- Web Designer
- Smartphone Essentials"
- Photoshop Creative
- Advanced Photoshop
- Official Corel Painter Magazine
- Total 911
- Linux User & Developer
- How It Works[2]